# Northern California Open
Il Northern California Open è stato un torneo femminile di tennis che si è disputato a Berkeley nel 1986 e ad Aptos dal 1987 al 1988 negli USA su campi in cemento.

## Albo d'oro

### Singolare
| Anno | Campionessa     | Finalista        | Punteggio |
| ---- | --------------- | ---------------- | --------- |
| 1983 | Jennifer Mundel | Julie Harrington | 6-4, 6-1  |
| 1986 | Melissa Gurney  | Barbara Gerken   | 6–1, 6–3  |
| 1987 | Elly Hakami     | Melissa Gurney   | 6–3, 6–4  |
| 1988 | Sara Gomer      | Robin White      | 6–4, 7–5  |

### Doppio
| Anno | Campionesse                  | Finalista                         | Punteggio |
| ---- | ---------------------------- | --------------------------------- | --------- |
| 1983 | Kylie Copeland / Lori McNeil | Ann Henricksson/ Pat Medrado      | 6-4, 6-3  |
| 1986 | Beth Herr / Alycia Moulton   | Amy Holton / Elna Reinach         | 6–1, 6–2  |
| 1987 | Kathy Jordan / Robin White   | Lea Antonoplis / Barbara Gerken   | 6–1, 6–0  |
| 1988 | Lise Gregory / Ronni Reis    | Patty Fendick / Jill Hetherington | 6–3, 6–4  |